# SV Elster 08 Elsterwerda
Die Sportvereinigung Elster 08 Elsterwerda war ein Sportverein in der südbrandenburgischen Kleinstadt Elsterwerda. Er fusionierte 2011 zum SV Preußen Elsterwerda.

## Strukturelle Entwicklung

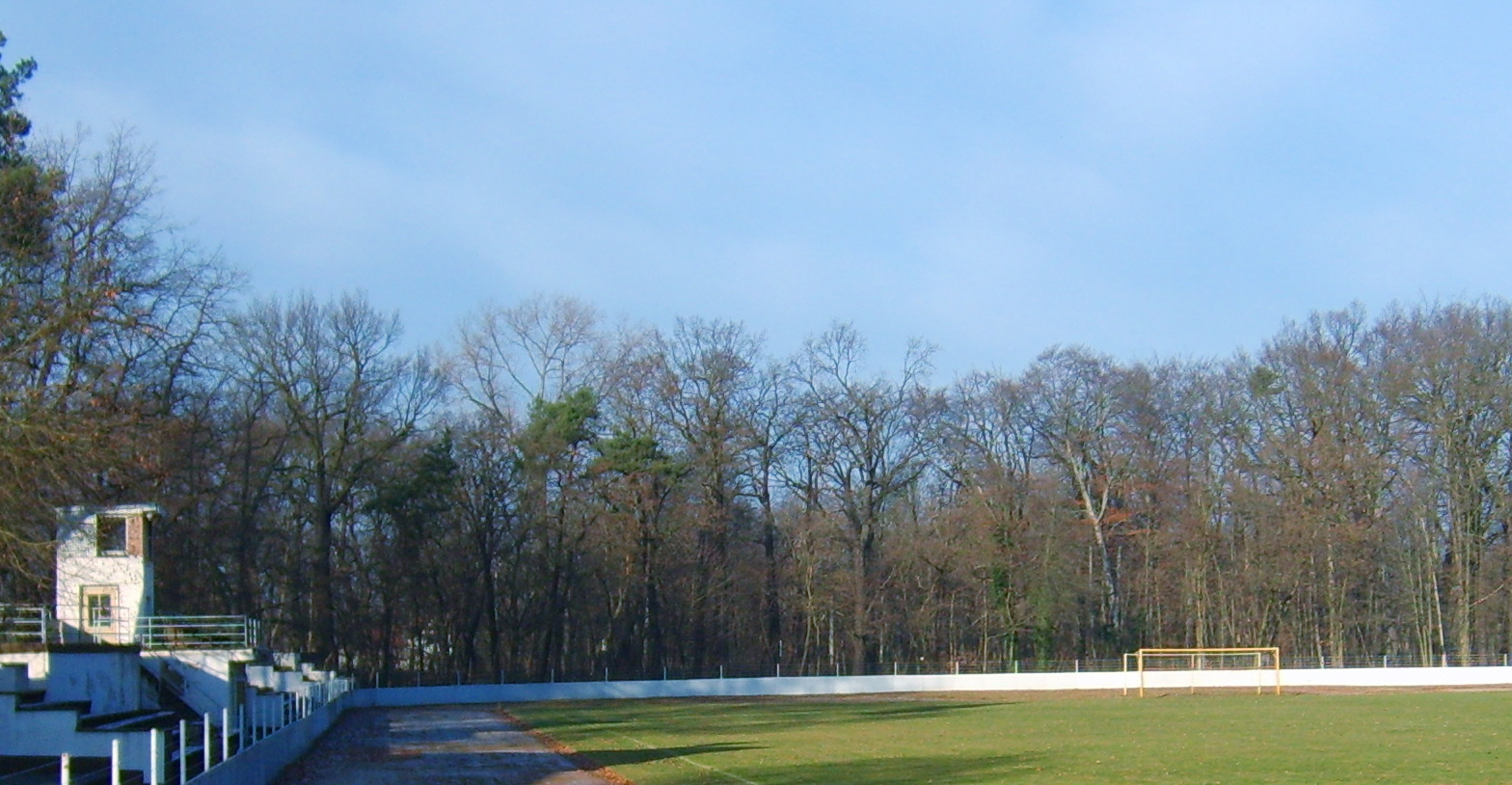
Holzhof Elsterwerda

1908 wurde in Elsterwerda der SV Elster 1908 gegründet, ein Jahr später entstand der FC Preußen im heutigen Stadtteil Biehla. Nach dem Zweiten Weltkrieg wurden wie in der gesamten sowjetischen Besatzungszone in Elsterwerda alle Sportvereine aufgelöst. Zur Aufrechterhaltung des Sportverkehrs gründeten sich lose organisierte Sportgemeinschaften wie die SG Rot-Sport Elsterwerda und SG Biehla. Nach Einführung des Systems der Betriebssportgemeinschaften (BSG) in Ostdeutschland wurden die Sportgemeinschaften in Elsterwerda von den BSG-Trägerbetrieben übernommen. Das Reichsbahnbetriebswerk gründete 1948 die BSG Reichsbahn, 1953 umbenannt in BSG Lokomotive. Die SG Biehla, die sich noch 1948 in SG Schwarz-Gelb umbenannt hatte, wurde 1949 zunächst von der Konsumgenossenschaft und am 21. Juni 1951 vom ELFA-Maschinenwerk übernommen. Diese BSG trat unter dem Namen Motor Elsterwerda-Biehla an. Beide Betriebssportgemeinschaften mussten für ihre Mitglieder mehrere Sportsektionen einrichten, öffentlich wahrgenommen wurden jedoch fast nur die Fußballmannschaften. 1974 wurde die Sportstruktur in Elsterwerda gebündelt. Die Betriebssportgemeinschaften Lok und Motor wurden zur TSG Elsterwerda 74 zusammengeschlossen, die von mehreren Trägerbetrieben unterstützt wurde.
Als nach den wirtschaftlichen Veränderungen infolge der politischen Wende von 1989 die Trägerbetriebe ihre Förderung einstellten, wurde die TSG im Jahr 1990 aufgelöst. Mitglieder der Fußballsektion gründeten am 1. Juni 1990 den FC Rot-Weiß Elsterwerda. Dieser ging 2006 in die Insolvenz und die Fußballmannschaften schlossen sich der SV Elster 08 Elsterwerda an. Als die Fußballmannschaft des SV Elster 2010 aus der 1. Kreisklasse abgestiegen war, nahm der Verein Fusionsverhandlungen mit dem benachbarten SV Preußen Biela auf, die am 29. April 2011 zur Fusion zum SV Preußen Elsterwerda führten.

## Entwicklung des Fußballsports

Historisches Logo der TSG Elsterwerda

Historisches Logo des FC Rot-Weiß Elsterwerda

Bis zur Zeit nach dem Zweiten Weltkrieg spielte Fußball in Elsterwerda nur eine untergeordnete regionale Rolle. Erst mit der Bildung der DDR-Bezirke rückte die BSG Motor Elsterwerda-Biehla in ein größeres Blickfeld, als sie zu den Gründungsmannschaften der Fußball-Bezirksklasse Cottbus gehörte. 1961 gelang der Aufstieg in die zu dieser Zeit viertklassige Bezirksliga Cottbus, die 1964 wieder verlassen werden musste, da Platz zehn für die Qualifikation der auf eine Staffel reduzierten Liga nicht ausreichte. Danach stiegen die BSG bzw. die TSG viermal jeweils nur für ein Jahr wieder auf, erst ab 1981 gelang es der TSG, sich dauerhaft bis zum Ende des DDR-Fußballbetriebes 1990 in der inzwischen drittklassigen Bezirksliga zu etablieren. 1984 gewann die TSG die Bezirksmeisterschaft und nahm an den Aufstiegsspielen zur DDR-Liga teil. Mit nur einem Sieg in vier Spielen landete die Mannschaft nur auf Platz vier und verpasste den Aufstieg.
Neben der Bezirksmeisterschaft hatte die TSG 1984 auch den Fußball-Bezirkspokal gewonnen. Damit hatte sie sich für den DDR-weiten FDGB-Fußballpokalwettbewerb 1984/85 qualifiziert. In der ersten Runde wurde der Bezirksligist Vorwärts Kamenz zuhause mit 5:1 besiegt. In der zweiten Runde empfing die TSG den Zweitligisten Stahl Brandenburg und schied nach einer 0:1-Niederlage aus dem weiteren Wettbewerb aus.
Im DFB-Spielbetrieb startete der FC Rot-Weiß in der damals viertklassigen Verbandsliga Brandenburg. Vier Jahre lang konnte die Klasse gehalten werden, die Saison 1996/97 schloss der FC aber weit abgeschlagen mit nur sechs Punkten und einem Torverhältnis von 19:111 als Absteiger ab. Aus der Landesliga stieg Rot-Weiß im Jahr 2000 erneut ab und die 7. Liga Landesklasse konnte auch nur zwei Jahre gehalten werden. Nach der Insolvenz musste die SV Elster 08 in der Kreisklasse neu beginnen, 2008 stieg sie in die 1. Kreisklasse (10. Liga) auf. 2010 landete Elster 08 auf dem 14. und vorletzten Platz der 1. Kreisklasse, was den Abstieg in die 2. Kreisklasse bedeutet hätte. Noch vor Beginn der neuen Fußballsaison wurde im Zuge der Fusionsverhandlungen mit dem SV Preußen Biela die eigene Fußballmannschaft zurückgezogen.

## Personen
- DDR-Nationalspieler Matthias Müller ließ seine Laufbahn bei der TSG Elsterwerda 74 als Spielertrainer ausklingen.
- Der DDR-Oberliga-Spieler Dirk Losert spielte in der Saison 1989/90 für die TSG Elsterwerda 74, bevor er zum neu gegründeten Dresdner SC wechselte.